# Banyoles (kommun)
Banyoles är en kommun i Spanien.   Den ligger i provinsen Província de Girona och regionen Katalonien, i den östra delen av landet, 600 km öster om huvudstaden Madrid. Antalet invånare är 19 341. Arean är 11,0 kvadratkilometer. Banyoles gränsar till Fontcoberta, Cornellà del Terri och Porqueres. 
Terrängen i Banyoles är platt.